# ماریوش یدرا
ماریوش یدرا (لهستانی: Mariusz Jędra؛ زادهٔ ۱۶ اوت ۱۹۷۳) وزنه‌بردار اهل لهستان بود.
وی در مسابقات کشوری و بین‌المللی در مجموع برندهٔ ۲ مدال نقره شده‌است.